# Sandra Kim
Sandra Kim, pseudonimo di Sandra Caldarone (Saint-Nicolas, 15 ottobre 1972), è una cantante e conduttrice televisiva belga di lingua francese, detentrice del primato di più giovane artista ad avere vinto l'Eurovision Song Contest.

## Biografia
Nata Sandra Caldarone a Montegnée, frazione del comune belga di Saint-Nicolas, in una famiglia italiana originaria della cittadina abruzzese di Torrebruna (Chieti), esordì giovanissima nel mondo della canzone: iniziò a esibirsi a sette anni e, nel 1986, prese parte con il brano J'aime la vie all’Eurovision Song Contest, che si tenne a Bergen, in Norvegia, aggiudicandosi tale edizione del festival continentale; con poco più di 13 anni e mezzo d'età fu la più giovane vincitrice della rassegna canora europea, battendo il record di Gigliola Cinquetti di ventidue anni prima (16 anni e circa 3 mesi).
La vittoria di Sandra Kim sollevò molte polemiche, in quanto si scoprì che la cantante aveva mentito all'organizzazione sulla sua età, dichiarando di avere 15 anni invece di 13: la Svizzera, giunta seconda, fece invano ricorso contro la vittoria belga. Per evitare altri incidenti di questo tipo, nel 1990 l'Unione europea di radiodiffusione apportò al regolamento una modifica, tuttora vigente, che impone agli artisti l'età minima di 16 anni per partecipare all'Eurovision.
Stante la vigenza di tale obbligo, di conseguenza, il record di Sandra Kim è destinato a non essere battuto.
Al 2024 è anche la cantante europea ad avere vinto la più recente edizione di un Eurovision con un brano in francese, non tenendo quindi conto della vittoria nell'edizione 1988 della canadese Céline Dion con Ne partez pas sans moi in rappresentanza della Svizzera.
Sandra Kim vanta anche trascorsi televisivi, sia come presentatrice per il programma Dix qu'on aime su Radio Télévision Luxembourg  che come giurata su Pour la gloire in onda su RTBF.
Nel 1990, insieme al connazionale di lingua fiamminga Luc Steeno, si esibì in occasione del giubileo di re Baldovino.
A maggio 2011 ha pubblicato Make Up, un album pop rock.

## Vita privata
Fu brevemente sposata con Olivier Gérard e, dal 2001, con Jurgen Delanghe.

## Discografia
- 1986 – J'aime la vie
- 1988 – Bien dans ma peau
- 1991 – Balance tout / Met open ogen
- 1993 – Les Sixties / Sixties
- 1997 –Onvergetelijk
- 1998 – Heel diep in mijn hart
- 2011 – Make Up

## Opere
- (FR) Sandra Kim, Claude Rappé, Si j’avais su…, Waterloo, La boîte à Pandore, 2016, ISBN 2875572423.